# Andrzej Gramsz
Andrzej Gramsz (ur. 2 kwietnia 1947 w Pabianicach, zm. 12 listopada 2011 w Łodzi) – ekonomista, wydawca, autor przewodników, dziennikarz, działacz społeczny.

## Życiorys
Ukończył studia na Wydziale Ekonomiczno-Socjologicznym Uniwersytetu Łódzkiego.
Pracował zawodowo kolejno w: Spółdzielnia Krawiecka im. Janka Krasickiego w Pabianicach – pracownik biurowy, Łódzkie Wydawnictwo Prasowe RSW „Prasa-Książka-Ruch” – pracownik działu wydawniczego w latach 1969–1974, Wydział Propagandy i Kultury KW PZPR w Łodzi – instruktor w latach 1974–1984, Pracownie Sztuk Plastycznych w Łodzi – dyrektor 1985-1990, Wydawnictwo „Grako” Spółka z o.o. w Łodzi – prezes zarządu od 1990 roku.
Kierując Pracowniami Sztuk Plastycznych w Łodzi przyczynił się do realizacji wielu własnych pomysłów, spośród których najbardziej cenił sobie: rzeźbę-pomnik Macierzyństwo przed Szpitalem Centrum Zdrowia Matki Polki w Łodzi oraz rzeźbę w holu tegoż szpitala dłuta Kazimierza Karpińskiego, pomnik Szarych Szeregów i AK w Pabianicach tegoż rzeźbiarza oraz pomnik króla Władysława Jagiełły w Sieradzu autorstwa Krystyny Solskiej.
Był założycielem i wydawcą pierwszego w województwie łódzkim prywatnego tygodnika „Gazeta Pabianicka”, który ukazywał się w latach 1990–1996 i do którego pisał teksty.
Był wydawcą oraz autorem i współautorem ponad 50 publikacji książkowych związanych tematycznie z kulturą i problematyką „małych ojczyzn”. Do najcenniejszych zalicza pamiętniki Feliksa Parnella Moje życie w sztuce tańca, monografię Zelów, wspólnota nacji, wyznań, kultur, nagrodzoną Złotym Ekslibrisem Wojewódzkiej Biblioteki Publicznej im. Marszałka Józefa Piłsudskiego w Łodzi w Łodzi oraz albumowe wydanie Ulica Zamkowa w Pabianicach 1824- 2004. Był również wydawcą serii publikacji opatrzonej wspólnym tytułem Trzy kolory, z których pierwsza – Łask trzy kolory została wydana się w 2009 r.
Inicjator i edytor wielu reprintów historycznych publikacji z regionu łódzkiego, za najlepszy uważał Opis miasta Łodzi… Oskara Flatta z 1853 r.
Działacz społeczny.
Odznaczony Srebrnym Krzyżem Zasługi i wieloma odznakami i wyróżnieniami.
Pochowany na cmentarzu komunalnym w Pabianicach.